# Rhachotropis macropus
Rhachotropis macropus är en kräftdjursart som beskrevs av Sars 1895. Rhachotropis macropus ingår i släktet Rhachotropis och familjen Eusiridae. Arten är reproducerande i Sverige. Inga underarter finns listade i Catalogue of Life.